# Erownuli Liga (2017)
Erownuli Liga 2017 był 29. sezonem Erownuli Liga – najwyższej klasy rozgrywkowej w Gruzji w piłce nożnej. Był to pierwszy sezon pod nową nazwą – wcześniej liga nazywała się Umaglesi Liga. Rozgrywki rozpoczęły się 4 marca 2017, a zakończyły się 26 listopada 2017. Liga liczyła 10 zespołów. Każda z drużyn grała z każdym zespołem po 4 razy: 2 razy w rundzie wiosennej i 2 w jesiennej. Tytułu mistrzowskiego nie obroniła drużyna Dinamo Tbilisi. Nowym mistrzem Gruzji został zespół Torpedo Kutaisi, dla którego był to 4. tytuł w historii klubu. Tytuł króla strzelców zdobył Irakli Sicharulidze, który w barwach klubu Lokomotiwi Tbilisi strzelił 25 goli.

## Zasady rozgrywek
W rozgrywkach brało udział 10 drużyn, walczących o tytuł mistrza Gruzji w piłce nożnej. Każda z drużyn rozegrała po 4 mecze ze wszystkimi przeciwnikami (razem 36 spotkań). 10. drużyna tabeli spadła do Erownuli Liga 2, a 8. i 9. wzięły udział w barażach o utrzymanie się w Erownuli Liga.

## Drużyny
| Uczestnicy poprzedniej edycji                                                                                 | Uczestnicy poprzedniej edycji | Uczestnicy poprzedniej edycji | Uczestnicy poprzedniej edycji |
| --- | ----------------------------- | ----------------------------- | ----------------------------- |
| SAM | SK Samtredia                  | 1                             |                               |
| CZS | Czichura Saczchere            | 2                             |                               |
| DBA | Dinamo Batumi                 | 3                             |                               |
| DTB | Dinamo Tbilisi                | 4                             |                               |
| SAB | Saburtalo Tbilisi             | 5                             |                               |
| TKU | Torpedo Kutaisi               | 6                             |                               |
| KPO | Kolcheti 1913 Poti            | 7                             |                               |
| LTB | Lokomotiwi Tbilisi            | 8                             |                               |
| Zwycięzca baraży o Umaglesi Ligę 2016                                                                         |                               |                               |                               |
| DIL | Dila Gori                     | 9                             |                               |
| SHU | Szukura Kobuleti              | 10                            |                               |
| Oznaczenia: - kolumna pierwsza – skróty nazw drużyn, - kolumna trzecia – miejsce zajęte w poprzednim sezonie. |                               |                               |                               |

## Stadiony
| Klub               | Miasto    | Stadion                  | Pojemność |
| ------------------ | --------- | ------------------------ | --------- |
| Czichura Saczchere | Zestaponi | im. Dawita Abaszidze     | 4 588     |
| Dila Gori          | Gori      | im. Tengiza Burdżanadze  | 8 230     |
| Dinamo Batumi      | Batumi    | Batumi Rugby Arena       | 2 000     |
| Dinamo Tbilisi     | Tbilisi   | im. Borysa Paiczadze     | 54 549    |
| Kolcheti 1913 Poti | Poti      | Stadion Fazisi           | 6 000     |
| Lokomotiwi Tbilisi | Tbilisi   | im. Micheila Meschiego   | 27 223    |
| Saburtalo Tbilisi  | Tbilisi   | im. Micheila Meschiego   | 27 223    |
| SK Samtredia       | Samtredia | im. Erosiego Manjgaladze | 5 000     |
| Szukura Kobuleti   | Kobuleti  | Chele Arena              | 6 000     |
| Torpedo Kutaisi    | Kutaisi   | im. Ramaza Szengeli      | 12 000    |

## Tabela
| Lp. | Drużyna                | M  | Z  | R | P  | Bramki | Bramki | Różn. | Pkt | Uwagi                                       |
| --- | ---------------------- | -- | -- | - | -- | ------ | ------ | ----- | --- | ------------------------------------------- |
| 1   | Torpedo Kutaisi (M)    | 36 | 23 | 7 | 6  | 59     | 27     | +32   | 76  | Liga Mistrzów UEFA • I runda kwalifikacyjna |
| 2   | Dinamo Tbilisi         | 36 | 23 | 6 | 7  | 79     | 29     | +50   | 75  | Liga Europy UEFA • I runda kwalifikacyjna   |
| 3   | SK Samtredia           | 36 | 20 | 8 | 8  | 62     | 39     | +23   | 68  | Liga Europy UEFA • I runda kwalifikacyjna   |
| 4   | Saburtalo Tbilisi      | 36 | 18 | 6 | 12 | 61     | 42     | +19   | 60  |                                             |
| 5   | Czichura Saczchere (P) | 36 | 17 | 4 | 15 | 47     | 54     | −7    | 55  | Liga Europy UEFA • I runda kwalifikacyjna1  |
| 6   | Lokomotiwi Tbilisi     | 36 | 16 | 5 | 15 | 63     | 53     | +10   | 53  |                                             |
| 7   | Dila Gori              | 36 | 11 | 8 | 17 | 41     | 51     | −10   | 41  |                                             |
| 8   | Dinamo Batumi (B,S)    | 36 | 10 | 3 | 23 | 28     | 60     | −32   | 33  | Baraż o utrzymanie                          |
| 9   | Kolcheti 1913 Poti (B) | 36 | 6  | 8 | 22 | 31     | 73     | −42   | 26  | Baraż o utrzymanie                          |
| 10  | Szukura Kobuleti (S)   | 36 | 4  | 9 | 23 | 35     | 78     | −43   | 21  | Spadek do Erownuli Liga 2                   |

## Wyniki
Każdy zespół gra z każdym po 4 spotkania – 2 w rundzie jesiennej i 2 w wiosennej.

### Pierwsza runda
| Gospodarz \ Gość   | CZS | DIL | DBA | DTB | KPO | LTB | SAB | SAM | SHU | TKU |
| Czichura Saczchere |     | 0:0 | 0:1 | 2:1 | 3:1 | 0:3 | 2:1 | 1:2 | 3:1 | 0:3 |
| Dila Gori          | 2:0 |     | 0:1 | 1:1 | 1:1 | 0:2 | 0:1 | 1:2 | 4:0 | 0:2 |
| Dinamo Batumi      | 0:0 | 2:3 |     | 0:1 | 0:0 | 1:2 | 0:1 | 0:1 | 2:0 | 1:3 |
| Dinamo Tbilisi     | 2:1 | 1:2 | 4:0 |     | 1:0 | 3:0 | 2:0 | 3:2 | 5:0 | 2:1 |
| Kolcheti 1913 Poti | 1:3 | 0:0 | 0:1 | 0:3 |     | 0:5 | 3:0 | 1:2 | 0:0 | 0:3 |
| Lokomotiwi Tbilisi | 5:0 | 3:3 | 2:1 | 1:0 | 1:2 |     | 1:2 | 0:1 | 0:3 | 1:1 |
| Saburtalo Tbilisi  | 1:2 | 0:1 | 2:0 | 0:5 | 1:2 | 2:1 |     | 1:2 | 5:0 | 1:0 |
| SK Samtredia       | 0:1 | 3:2 | 2:0 | 0:2 | 1:1 | 0:0 | 3:2 |     | 1:1 | 0:2 |
| Szukura Kobuleti   | 1:4 | 0:0 | 2:4 | 1:4 | 2:4 | 0:5 | 1:2 | 0:2 |     | 1:1 |
| Torpedo Kutaisi    | 2:1 | 1:1 | 1:0 | 0:2 | 2:1 | 2:0 | 0:0 | 2:1 | 1:0 |     |

Źródło: Erovnuli Liga (gruz.).
Objaśnienia:
1Drużyna gospodarzy jest wymieniona po lewej stronie tabeli.
Kolory: zielony – zwycięstwo gospodarzy, żółty – remis, różowy – zwycięstwo gości.

### Druga runda
| Gospodarz \ Gość   | CZS | DIL | DBA | DTB | KPO | LTB | SAB | SAM | SHU | TKU |
| Czichura Saczchere |     | 4:2 | 2:1 | 1:3 | 2:1 | 1:0 | 0:0 | 1:2 | 1:1 | 1:3 |
| Dila Gori          | 1:0 |     | 1:2 | 1:2 | 3:0 | 2:1 | 0:2 | 2:1 | 0:1 | 1:0 |
| Dinamo Batumi      | 1:2 | 1:0 |     | 1:2 | 1:2 | 1:0 | 1:2 | 0:1 | 3:2 | 0:5 |
| Dinamo Tbilisi     | 5:0 | 5:0 | 4:0 |     | 6:1 | 3:1 | 1:4 | 0:1 | 1:1 | 0:1 |
| Kolcheti 1913 Poti | 0:4 | 1:0 | 0:2 | 1:1 |     | 1:2 | 0:0 | 1:3 | 0:3 | 1:2 |
| Lokomotiwi Tbilisi | 3:0 | 4:2 | 3:0 | 3:1 | 1:0 |     | 1:1 | 2:5 | 2:2 | 2:0 |
| Saburtalo Tbilisi  | 1:2 | 3:1 | 5:0 | 0:0 | 6:3 | 6:0 |     | 1:1 | 3:2 | 1:2 |
| SK Samtredia       | 3:0 | 2:2 | 3:0 | 1:1 | 5:0 | 2:1 | 0:2 |     | 4:1 | 1:1 |
| Szukura Kobuleti   | 0:1 | 0:1 | 0:0 | 0:1 | 3:2 | 1:3 | 1:2 | 2:2 |     | 1:2 |
| Torpedo Kutaisi    | 0:2 | 2:1 | 2:0 | 1:1 | 0:0 | 4:2 | 2:0 | 2:0 | 3:1 |     |

Źródło: Erovnuli Liga (gruz.).
Objaśnienia:
1Drużyna gospodarzy jest wymieniona po lewej stronie tabeli.
Kolory: zielony – zwycięstwo gospodarzy, żółty – remis, różowy – zwycięstwo gości.

## Baraże o Erownuli Ligę
| 30 listopada 2017 13:00 | Sioni Bolnisi · Dwali 16', 27', 45+1' | 3 – 2 | Dinamo Batumi · Kwirkwelia 36' · Jönsson 40' | Stadion Tamaz Stefania, Bolnisi Widzów: 1 500 Sędzia: Papuna Matczaradze |
|                         |                                       |       |                                              |                                                                          |

| 3 grudnia 2017 17:00                              | Dinamo Batumi · Grigalaszwili 8' · Kwasow 62' · Marcwaladze 83' | 3 – 2 k. 2:4                                         | Sioni Bolnisi · Koszkadze 36' · Szicharulia 90+2' | Stadion Centralny, Batumi Widzów: 2 000 Sędzia: Giorgi Wadaczkoria |
|                                                   |                                                                 |                                                      |                                                   |                                                                    |
|                                                   |                                                                 | Rzuty karne                                          |                                                   |                                                                    |
| Kwirkwelia · Marcwaladze · Grigalaszwili · Szonia |                                                                 | Szicharulia · Ugalawa · Kikawa · Czankotadze · Dwali |                                                   |                                                                    |

5–5 w dwumeczu. Sioni Bolnisi wygrało 4–2 po karnych.
| 30 listopada 2017 14:30 | Kolcheti 1913 Poti · Derebczyński 36' · Bolkwadze 41' | 2 – 1 | Merani Martwili · Tretiak 43' | Stadion Fazisi, Poti Widzów: 1 500 Sędzia: Goga Kikaczeiszwili |
|                         |                                                       |       |                               |                                                                |

| 3 grudnia 2017 13:00 | Merani Martwili · Kurdzelaszwili 16', 90+2' | 2 – 2 | Kolcheti 1913 Poti · Buchaidze 54', 90' | Stadion Miejski, Martwili Widzów: 2 000 Sędzia: Giorgi Krujaszwili |
|                      |                                             |       |                                         |                                                                    |

Kolcheti Poti wygrało w dwumeczu 4–3.

## Najlepsi strzelcy
| P. | Zawodnik              | Klub               | Bramki |
| -- | --------------------- | ------------------ | ------ |
| 1  | Irakli Sicharulidze   | Lokomotiwi Tbilisi | 25     |
| 2  | Beka Mikeltadze       | Dinamo Tbilisi     | 15     |
| 3  | Dimitri Tatanaszwili  | Czichura Saczchere | 13     |
| 4  | Bachana Arabuli       | Dinamo Tbilisi     | 11     |
| 4  | Mamia Gawaszeliszwili | Lokomotiwi Tbilisi | 11     |
| 6  | Mykoła Kowtaluk       | Dinamo Tbilisi     | 10     |
| 7  | Dawit Czageliszwili   | Szukura Kobuleti   | 7      |
| 7  | Nikołoz Sabanadze     | Samtredia          | 7      |
| 7  | Jarosław Kwasow       | Dinamo Batumi      | 7      |
| 7  | Grigoł Dolidze        | Torpedo Kutaisi    | 7      |